# Кубок Латвії з футболу 2012—2013
Кубок Латвії з футболу 2012–2013 — 71-й розіграш кубкового футбольного турніру в Латвії. Титул вшосте здобув Вентспілс.

## Перший раунд
| Команда 1          | Рахунок | Команда 2            |
| ------------------ | ------- | -------------------- |
| 3 червня 2012      |         |                      |
| Валка (3)          | 2:4     | Рінужи (3)           |
| 8 червня 2012      |         |                      |
| Мерсрагс (3)       | 2:1     | Тукума (Бралі) (3)   |
| 12 червня 2012     |         |                      |
| Албертс (Рига) (3) | 2:1 дч  | Латголс (Лудзас) (3) |
| 13 червня 2012     |         |                      |
| Салдус (3)         | 0:1     | Кулдіга (3)          |

## Другий раунд
| Команда 1          | Рахунок | Команда 2        |
| ------------------ | ------- | ---------------- |
| 30 червня 2012     |         |                  |
| Варавіскне (2)     | 2:4     | ДЮСШ Ілуксте (2) |
| Мерсрагс (3)       | 0:10    | РФШ (Рига) (2)   |
| 1 липня 2012       |         |                  |
| Кулдіга (3)        | 0:1     | Тукумс 2000 (2)  |
| Резекне (2)        | 0:1     | БФК Даугава (2)  |
| 2 липня 2012       |         |                  |
| Рінужи (3)         | 2:1     | Валміера (2)     |
| 7 липня 2012       |         |                  |
| Албертс (Рига) (3) | 0:2     | Ауда (2)         |

## 1/8 фіналу
| Команда 1              | Рахунок | Команда 2            |
| ---------------------- | ------- | -------------------- |
| 21 липня 2012          |         |                      |
| РФШ (Рига) (2)         | 0:10    | Даугава (Даугавпілс) |
| БФК Даугава (2)        | 0:3     | Вентспілс            |
| 22 липня 2012          |         |                      |
| ДЮСШ Ілуксте (2)       | 1:4     | Гулбене 2005         |
| Тукумс 2000 (2)        | 0:6     | Сконто               |
| Єлгава                 | 1:2     | Металургс (Лієпая)   |
| МЕТТА/Латвійський ун-т | 1:7     | Юрмала               |
| Ауда (2)               | 0:2     | Спартакс             |
| 23 липня 2012          |         |                      |
| Рінужи (3)             | 0:6     | Даугава (Рига)       |

## Чвертьфінали
| Команда 1            | Рахунок         | Команда 2      |
| -------------------- | --------------- | -------------- |
| 16 березня 2013      |                 |                |
| Даугава (Даугавпілс) | 2:1             | Юрмала         |
| Металургс (Лієпая)   | 3:1             | Сконто         |
| 17 березня 2013      |                 |                |
| Спартакс             | 1:1 дч пен. 4:5 | Вентспілс      |
| 18 березня 2013      |                 |                |
| Гулбене 2005 (2)     | 0:7             | Даугава (Рига) |

## Півфінали
| Команда 1      | Рахунок         | Команда 2            |
| -------------- | --------------- | -------------------- |
| 4 травня 2013  |                 |                      |
| Вентспілс      | 4:0             | Даугава (Даугавпілс) |
| Даугава (Рига) | 1:1 дч пен. 2:4 | Металургс (Лієпая)   |

## Фінал
| 18 травня 2013 16:00 (CET) |

| Металургс (Лієпая) | 1:2 дч   | Вентспілс           |
| ------------------ | -------- | ------------------- |
| Ємелінс 43'        | Протокол | Янчук 72' Дубра 93' |

| Сконто, Рига Глядачів: 1 100 Арбітр: Андріс Трейманіс |